# Aglauropsis kawari
Aglauropsis kawari es una especie de hidrozoo de la familia Olindiidae. Se distribuyen en el Atlántico sudoccidental: Brasil.